# 科爾奇夫
50°23′28″N 23°49′22″E / 50.39111°N 23.82278°E
科爾奇夫（烏克蘭語：Корчів），是烏克蘭西部的村莊，隸屬利維夫州的舍普季茨基區。該村面積2平方公里，海拔高度203米，2023年人口397，人口密度每平方公里225.24人。